# Schreiende Brunnen
Koordinaten: 47° 26′ 3″ N, 12° 34′ 43″ O
Die Schreienden Brunnen sind eine Karstquelle in den Kitzbüheler Alpen in Tirol.
Die Quelle, die als Schleierwasserfall austritt, befindet sich in einer Seehöhe von 980 m ü. A. im Hörndlinger Graben bei Fieberbrunn. Das Wasser fließt nach kurzer Strecke der Schwarzache zu. Schon früh wurde vermutet, dass es sich dabei um den Abfluss des 3 km westlich liegenden Wildsees handelt. Markierungsversuche zeigten, dass die Schreienden Brunnen tatsächlich von Wasser aus dem Wildsee, dessen Abfluss nach kurzer Strecke in einem Ponor im Karst verschwindet, gespeist werden.
Seit 1998 befindet sich an den Schreienden Brunnen eine Quellmessstelle des Hydrographischen Dienstes Tirol. Typisch für eine Karstquelle wächst die Wasserführung  bei Niederschlägen oder zur Schneeschmelze rasch an. Die mittlere Quellschüttung beträgt 76 l/s (Reihe 1998–2010), das Minimum 18 l/s (gemessen am 6. März 2001), das Maximum 361 l/s (6. September 2001). Die Wassertemperatur schwankt zwischen 5 und 7 °C, die Leitfähigkeit zwischen 128 und 384 μS/cm bei einem Mittelwert von 266 μS/cm.